# Aceite de fabuco
El aceite de fabuco es aquel se extrae de las semillas triangulares del fruto del haya común (Fagus sylvatica). 
Se caracteriza por su ausencia de olor, color amarillento y sabor algo acre que mejora con el paso del tiempo. 